# Maja i Celestyna

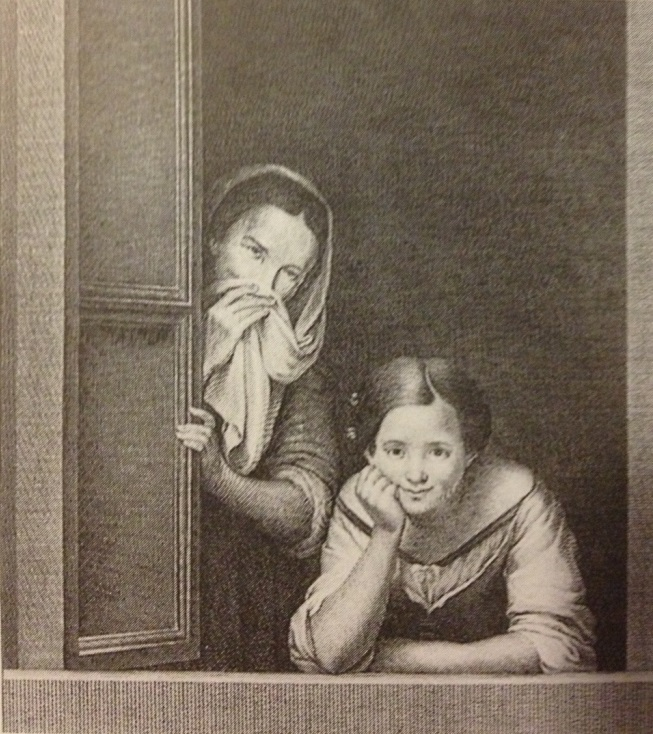
Rycina Dwie kobiety w oknie na podstawie obrazu Murilla

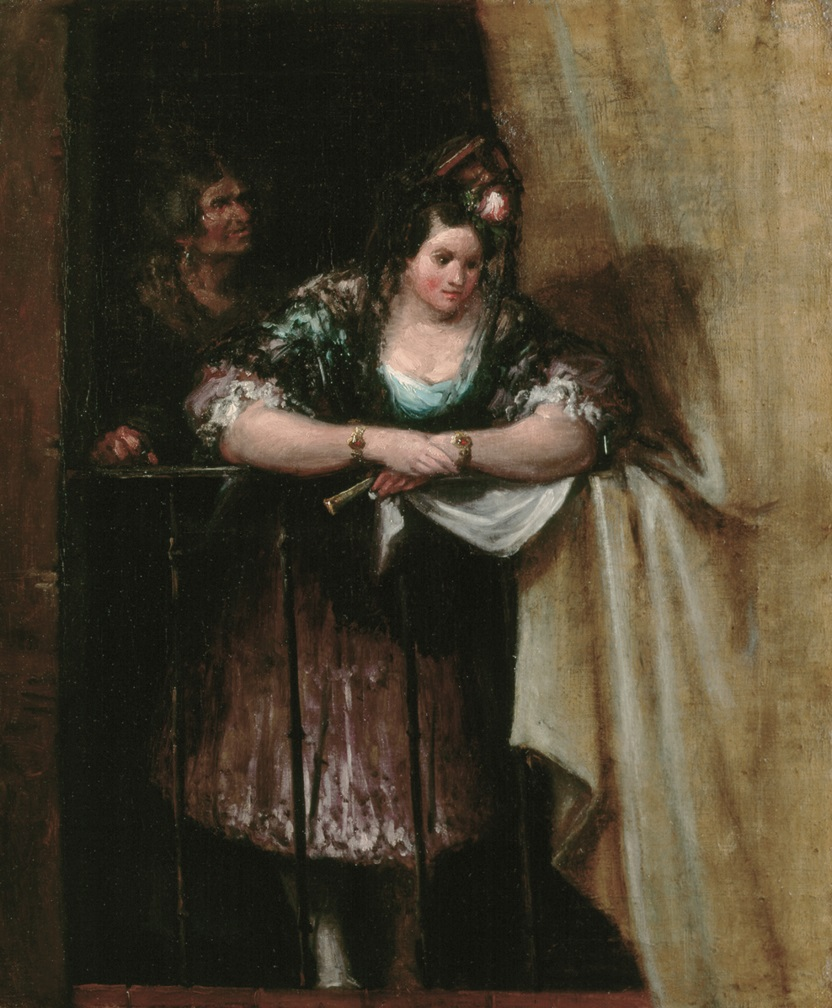
Maja na balkonie, Leonardo Alenza, ok. 1840

Maja i Celestyna lub Maja i rajfurka – (hiszp. Maja y Celestina en un balcón) obraz hiszpańskiego malarza Francisca Goi. Obecnie znajduje się w prywatnej kolekcji.

## Okoliczności powstania
W czasie hiszpańskiej wojny niepodległościowej (1808–1814) Goya otrzymywał niewiele oficjalnych zleceń. W ostatnich latach konfliktu na krótko porzucił w swoich dziełach tematykę wojenną. Powrócił do satyry na społeczeństwo i jego wady, która pojawiła się już wcześniej w serii rycin pt. Kaprysy. Zmienia się jednak paleta barw i interpretacja malarska, które nadają dziełom nowy wyraz. Do obrazów o tematyce społeczno-moralnej powstałych w tym okresie należą przedstawienia starych wiedźm i prostytutek, takie jak Majas na balkonie, Maja i Celestyna, Czas i staruchy, a także proletariuszy przy pracy: Szlifierz, Kuźnia i Nosicielka wody. Ten okres stanowił też ostateczne zerwanie Goi z XVIII-wiecznym malarstwem i sielankową, barokową stylistyką jego kartonów do tapiserii. Obrazy te cechuje zmysłowość, która mogła być efektem spotkania Goi z młodą Leokadią Weiss, jego późniejszą towarzyszką życia.
Podobnie jak w przypadku wielu dzieł Goi przedstawiających zwykłych Hiszpanów, także i obraz Maja i Celestyna nie powstał na zamówienie, ani nie został wystawiony czy sprzedany za życia malarza. Został stworzony dla przyjemności artysty lub z przeznaczeniem do dekoracji własnego domu przy ulicy Valverde w Madrycie. Majas na balkonie oraz Maja i Celestyna miały prawdopodobnie wisieć naprzeciwko siebie, tak, aby widz miał wrażenie, że znajduje się na ulicy, na którą po obu stronach wyglądają balkony, a z nich patrzą na widza majas. Być może jest to przeciwstawienie kobiet z burżuazji i kurtyzany, wszystkie są młode i piękne, ale też zależne od mężczyzn, w pewnie sposób „uwięzione”, co symbolizują zimne pręty żelaznej barierki. Zestawienie z obrazem Czas i staruchy podkreśla kwestię ulotności piękna.
W inwentarzu dóbr Goi sporządzonym w 1812 po śmierci jego żony obraz Czas i staruchy zajmuje pozycję 23, a pod numerem 24 zanotowano „dwa obrazy młodych kobiet na balkonie” (Majas na balkonie oraz Maja i Celestyna). Te trzy obrazy mają zbliżone rozmiary i powstały na trzech dziełach innego malarza z początku XVII w., prawdopodobnie ze szkoły hiszpańskiej. Badania radiograficzne ujawniły, że starsze dzieła przedstawiały alegorie żywiołów na podstawie rycin Adriaena Collaerta. Czas i staruchy powstał na alegorii powietrza, Majas na balkonie ziemi, a Maja i Celestyna ognia. W okresie wojennym malarzowi brakowało podstawowych materiałów do pracy, dlatego zdarzało mu się zamalowywać także własne obrazy i ponownie wykorzystywać płótna. Zbliżone pozycje w inwentarzu, podobne wymiary oraz fakt, że te trzy obrazy powstały na dziełach stanowiących serię, sugerują, że również te prace stanowią grupę, w której indywidualne znaczenia dzieł wzajemnie się uzupełniają.

## Analiza
Słowo maja w języku hiszpańskim oznaczało młodą kobietę pochodzącą z niższych sfer społecznych, modnie i krzykliwie ubraną ślicznotkę. Arystokratki z XIX wieku (m.in. muza Goi, księżna Alba) często przebierały się za majas, imitując ich kolorowy, prowokacyjny styl. Maja na obrazie Goi to młoda prostytutka, która z balkonu spogląda na ulicę i wabi przechodzących nią mężczyzn. Jasnowłosa dziewczyna śmiało ukazuje głęboki dekolt pięknej biało-złotej sukni. Okryte szalem ręce sugerują, że nie wszystko jest na sprzedaż, maja oferuje swoje ciało ale nie duszę czy prawdziwą miłość. Jej uroda i wdzięk kontrastują z odrażającą postacią starej rajfurki Celestyny. Starucha symbolizuje obłudę – w dłoniach przebiera ogromne paciorki, a jednocześnie w porozumiewawczym uśmiechu wskazuje na dziewczynę, którą oferuje przechodniom.
Postać Celestyny została zaczerpnięta z popularnego dzieła Fernanda de Rojas pt. Matka Celestyna (z przełomu XV i XVI wieku), które zostało wydane przez przyjaciela Goi, Moratina. Źródłem inspiracji była także grafika Dwie kobiety w oknie wykonana przez Joaquina Ballestera na podstawie obrazu Murilla.
Goya zastosował lekkie, niemal szkicowe pociągnięcia pędzlem, a także technikę nakładania farby szpachelką.

## Proweniencja
Obraz został wymieniony w inwentarzu dóbr Goi sporządzonym w 1812 po śmierci jego żony. Inwentarz powstał w celu podziału majątku między malarzem i jego synem Javierem. Zanotowano w nim „dwa obrazy młodych kobiet na balkonie” – Maja i Celestyna i Majas na balkonie zajmowały pozycję nr 24 i wyceniono je na 400 reali de vellón. W lewym dolnym rogu obrazu widnieje znak inwentarzowy X.24. Francisco Acebal y Arratia kupił obraz od Javiera Goi, po nim odziedziczył go Luis Mac-Crohon. W 1942 obraz został zakupiony przez kolekcjonera Juana Marcha, a następnie przeszedł na jego syna Bartolomé Marcha. W 2003 został sprzedany innemu prywatnemu kolekcjonerowi.